# Jazz na Starówce

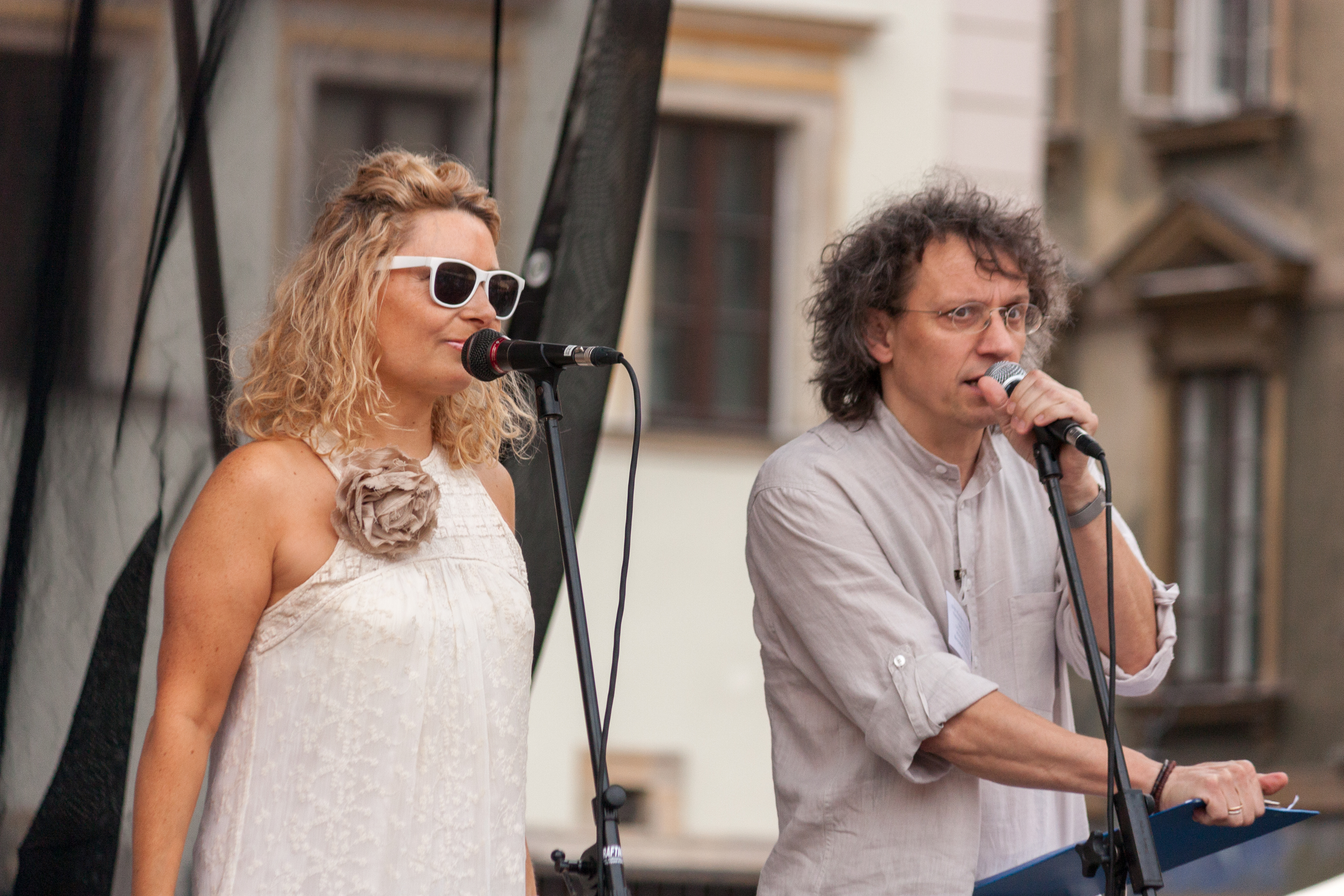
Iwona Strzelczyk Wojciechowska, Krzysztof Wojciechowski – organizatorzy festiwalu

Międzynarodowy Plenerowy Festiwal Jazz na Starówce – plenerowy letni festiwal jazzowy odbywający się w Warszawie na Rynku Starego Miasta. Pierwsza edycja miała miejsce w 1994, a koncerty odbywają się w każdą sobotę lipca i sierpnia. Wstęp na wszystkie koncerty jest bezpłatny, festiwal korzysta z  dotacji m. st. Warszawy, MKIDN oraz pomocy sponsorów, partnerów i patronów mediowych.
Festiwal Jazz na Starówce jest największym pod względem liczby widzów festiwalem jazzowym w Polsce. Każdy sobotni koncert w lipcu i sierpniu gromadzi ok. 3-4 tys. osób, a jedna edycja przyciąga około 50 tysięcy.
Początkowo na festiwalu występowali głównie artyści polscy, z czasem zaczęły się pojawiać pojedyncze polskie i zagraniczne gwiazdy. W latach 2005–2008 dominowali już wykonawcy spoza Polski – głównie z Europy oraz Stanów Zjednoczonych.
Dyrektorem festiwalu jest Krzysztof Wojciechowski, a organizacją zajmuje się Fundacja Jazz Art. Oficjalna nazwa edycji wydarzenia z roku 2008 to:  Międzynarodowy Plenerowy Festiwal Jazz Na Starówce .

## Goście kolejnych edycji festiwalu

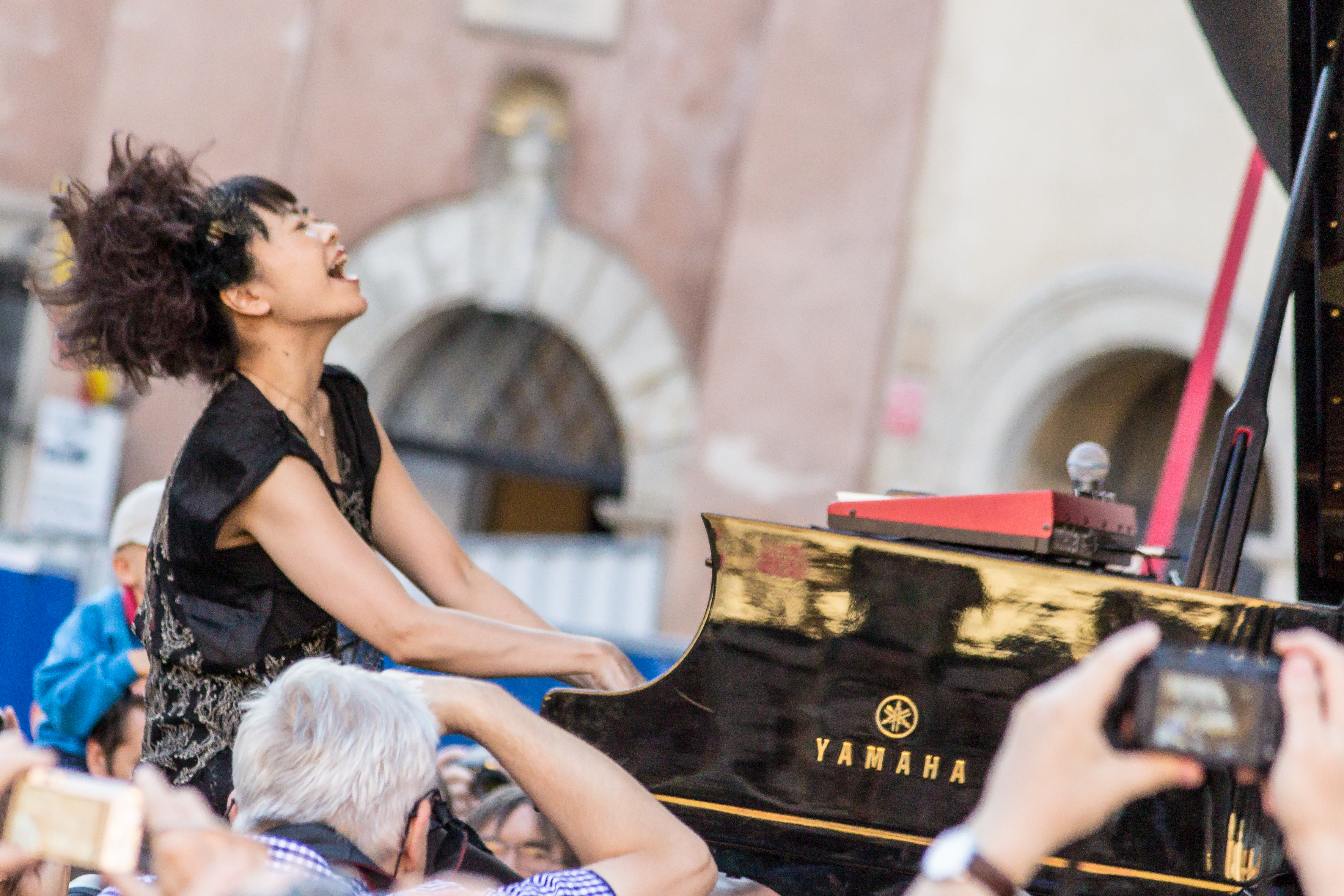
Hiromi Uehara – 20 lipca 2013

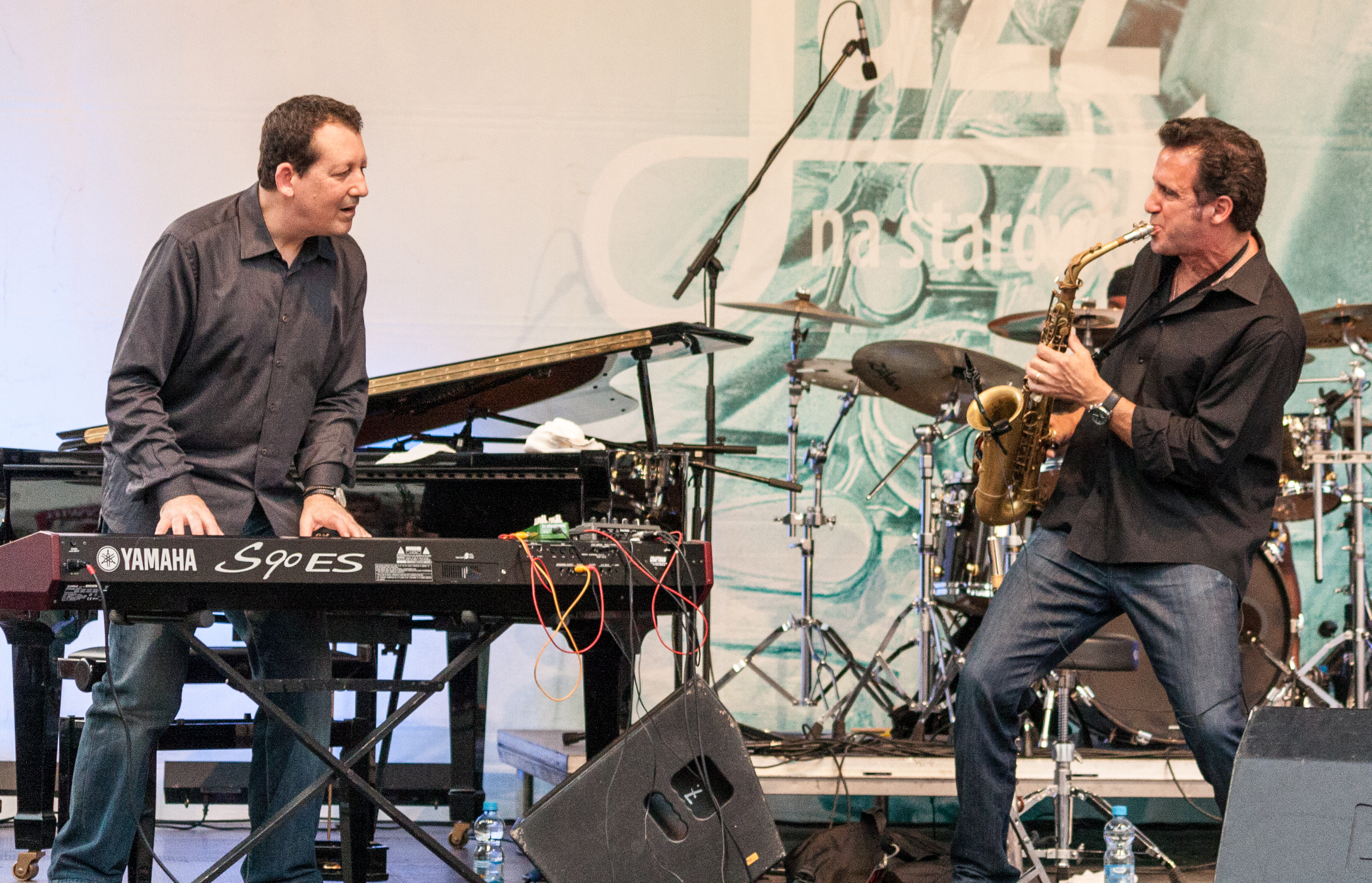
Jeff Lorber Fusion feat. Eric Marienthal – 4 sierpnia 2012

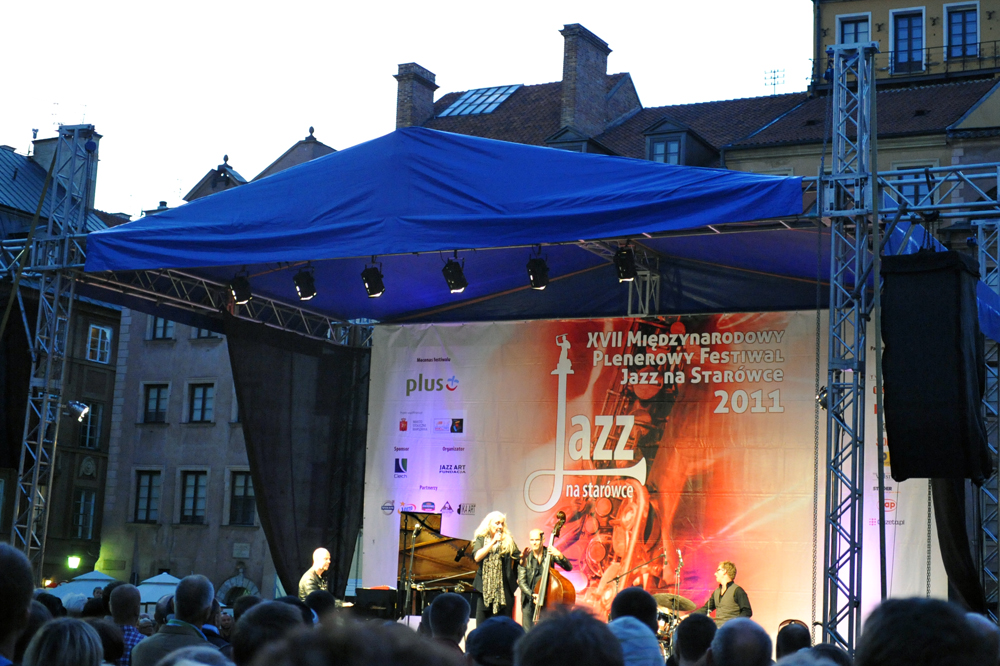
Cæcile Norby – 20 sierpnia 2011

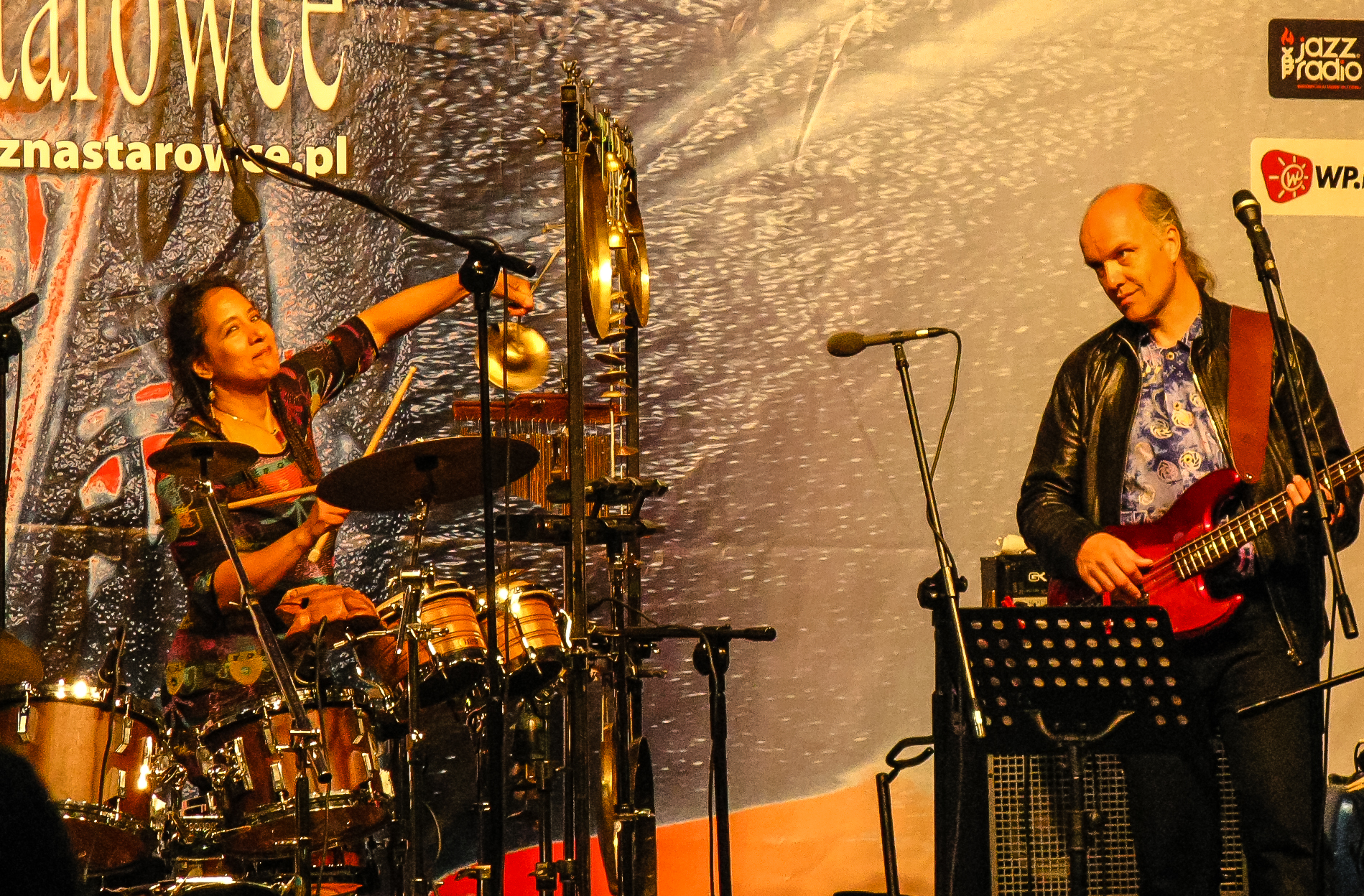
Marilyn Mazur Group, 30 sierpnia 2008

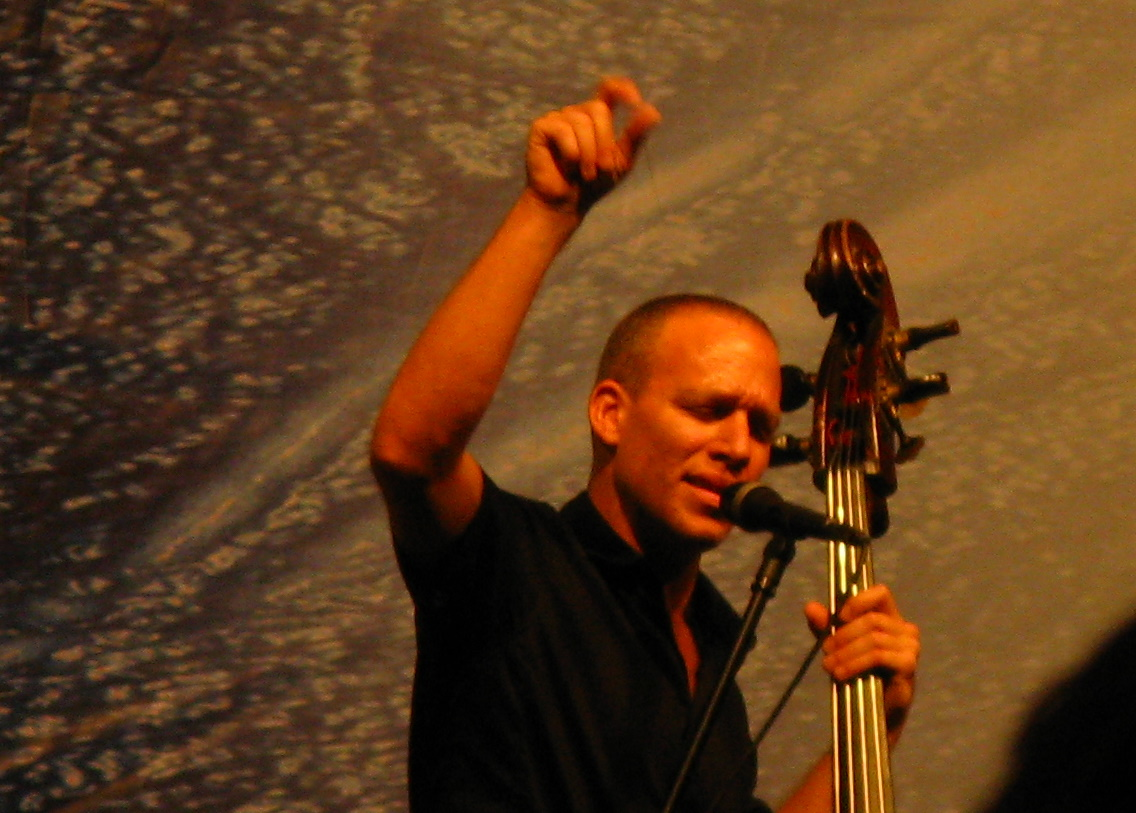
Awiszaj Kohen, 23 sierpnia 2008

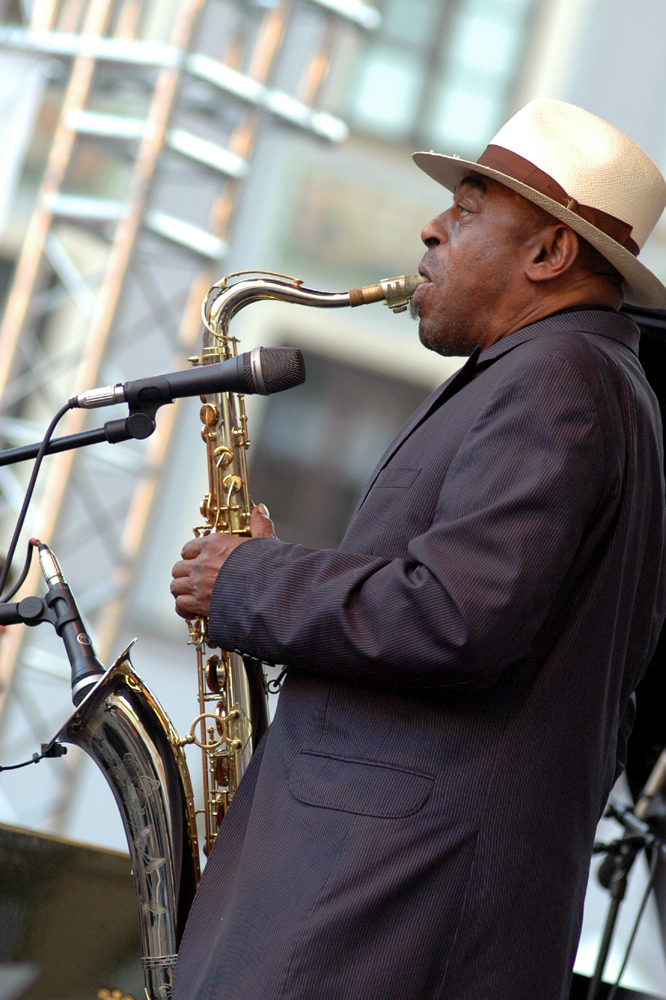
Archie Shepp, lipiec 2008

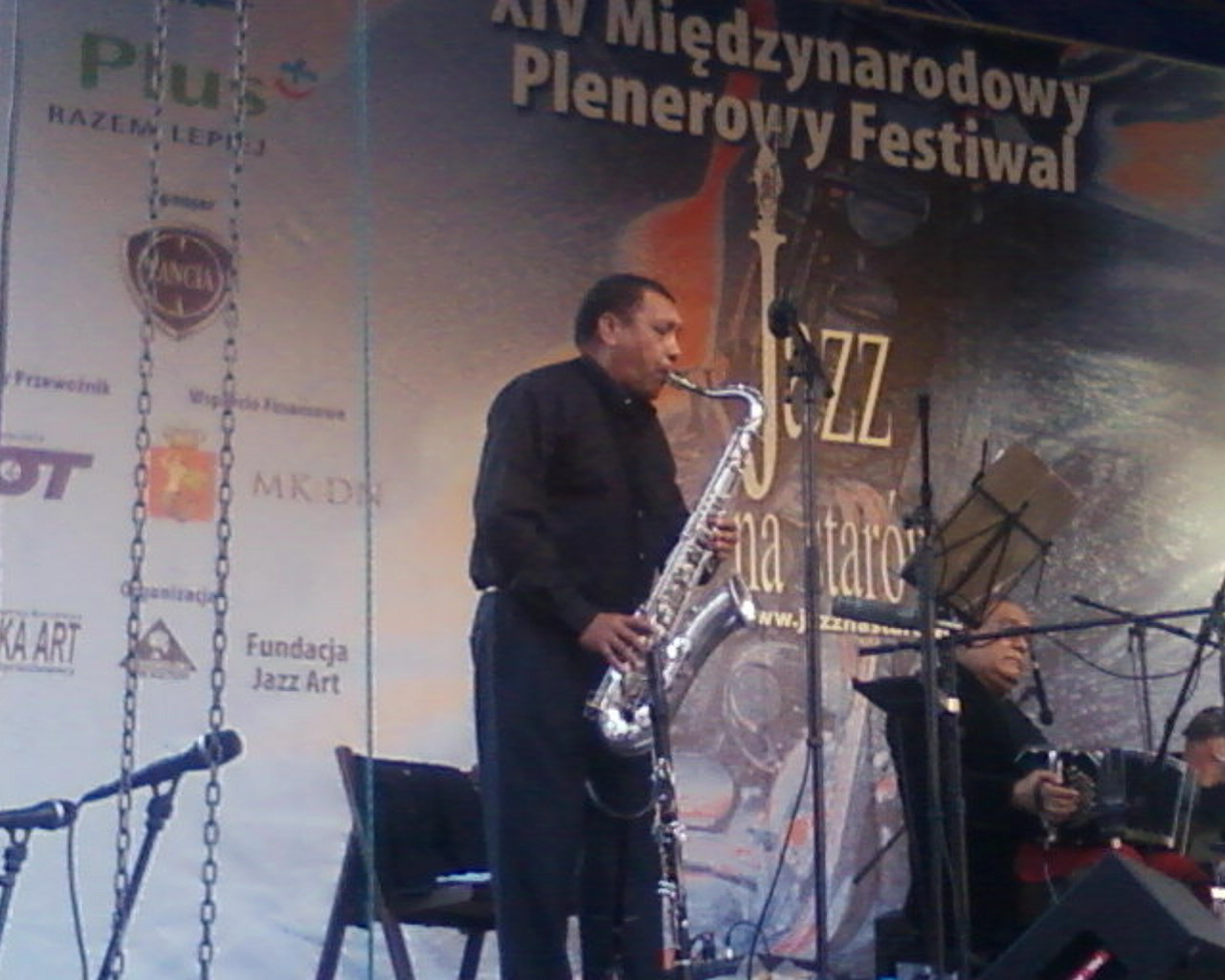
Felix Saluzzi (Dino Saluzzi Group), 5 lipca 2008

### 2013
- Squeezeband
- Pascal Schumacher Quartet
- Kahiba
- Jacky Terrasson Trio
- Hiromi Trio Project
- Adam Bałdych Project
- Enrico Pieranunzi Trio
- Jorge Pardo Trio
- Bester Quartet

Źródło

### 2012
- Xavier Dotras Trio feat. Carme Canela
- Danilo Rea Trio
- International Jazz Stars Group
- Radio. String. Quartet. Vienna
- Michael Wollny Project
- Jeff Lorber Fusion feat. Eric Marienthal
- Kyle Eastwood Band
- Paweł Kaczmarczyk Audiofeeling Quartet
- Ernie Watts Quartet

Źródło.

### 2011
- Tord Gustavsen Ensamble
- Naxos Quintet
- Tingvall Trio
- Laboratorium
- Steinar Aadnekvam Quartet
- Manu Delago & The Wokheads
- Gary Guthman Quartet
- Caecilie Norby Quartet
- Omar Puente Sextet

Źródło.

### 2010
- The Alfredo Rodriguez Trio
- Nippy Noya & The Globetrotters
- Grace Kelly Quintet
- Robin McKelle Quartet
- Andrzej Jagodziński Trio – Chopin i Jazz
- Marcin Wasilewski Trio
- Jaron Herman Trio
- Włodek Pawlik Quartet – Rewers
- Sergio Pamies Quintet – Flamenco Jazz Projectt

### 2009
- Djabe
- String Connection
- Malene Mortensen Group
- Bryan Corbett & Funk de Nite
- Włodzimierz Nahorny Trio
- Katy Roberts Quartet
- Silvana Malta Quartet
- Bobo Stenson Trio
- Torsten Goods & Band

### 2008
- Dino Saluzzi Group
- Tony Lakatos Tribute To Antonio Carlos Jobim
- Benni Chawes Quintet.
- Archie Shepp Quartet
- Andrzej Jagodziński Trio & Lora Szafran & Strings Quartet (program na 64. Rocznicę Powstania Warszawskiego, z utworami Krzysztofa Komedy)
- Chico Freeman & Barbara Dennerlein Group
- Malene Mortensen Quintet
- The Avishai Cohen Trio
- Marilyn Mazur Group

### 2007

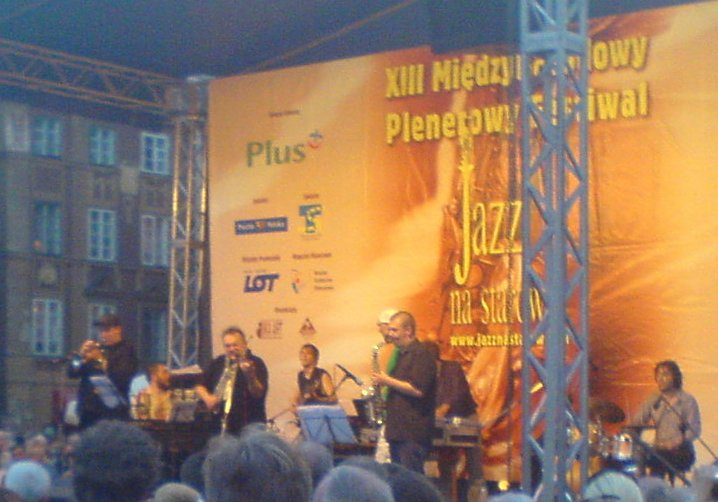
Michał Urbaniak, 14 lipca 2007

- David Murray Quartet
- Caroline Henderson Quinet
- Michał Urbaniak
- Jasper van ’t Hof HotLips
- Nuevo Tango Ensamble
- Tomasz Stańko Band
- Lee Konitz Quartet
- Christoph Titz Quartet
- Caecilie Norby & Lars Danielsson Trio

### 2006
- Ron Jackson’s Flubby Dubby
- The Avishai Cohen Trio
- Krzesimir Dębski & Jarek Śmietana Group
- The Quartet (Tomasz Szukalski, Sławomir Kulpowicz, Paweł Jarzębski, Janusz Stefański)
- Richard Galliano Quartet
- Gwyneth Herbert Band
- Dean Brown Quartet
- Christoph Titz Band
- John Taylor Trio

### 2005
- Septeto Nacional
- Paul Brody Quintet – „Sadawi”
- Andy Manndorff Group
- Asocjacja Andrzeja Przybielskiego
- International Edition Quintet (Krzysztof Popek, Piotr Wojtasik, Jasper van ’t Hof, Ed Szuller, Wolfgang Reisinger)
- Kevin Mahogany Quartet
- Andrzej Dąbrowski Polish All Stars
- Monty Waters Quintet / Kenny Wheeler Quartet
- Dr. Lonnie Smith Trio

### 2004
- Karen Edwards & Jarek Śmietana Trio
- Piotr Baron Quintet

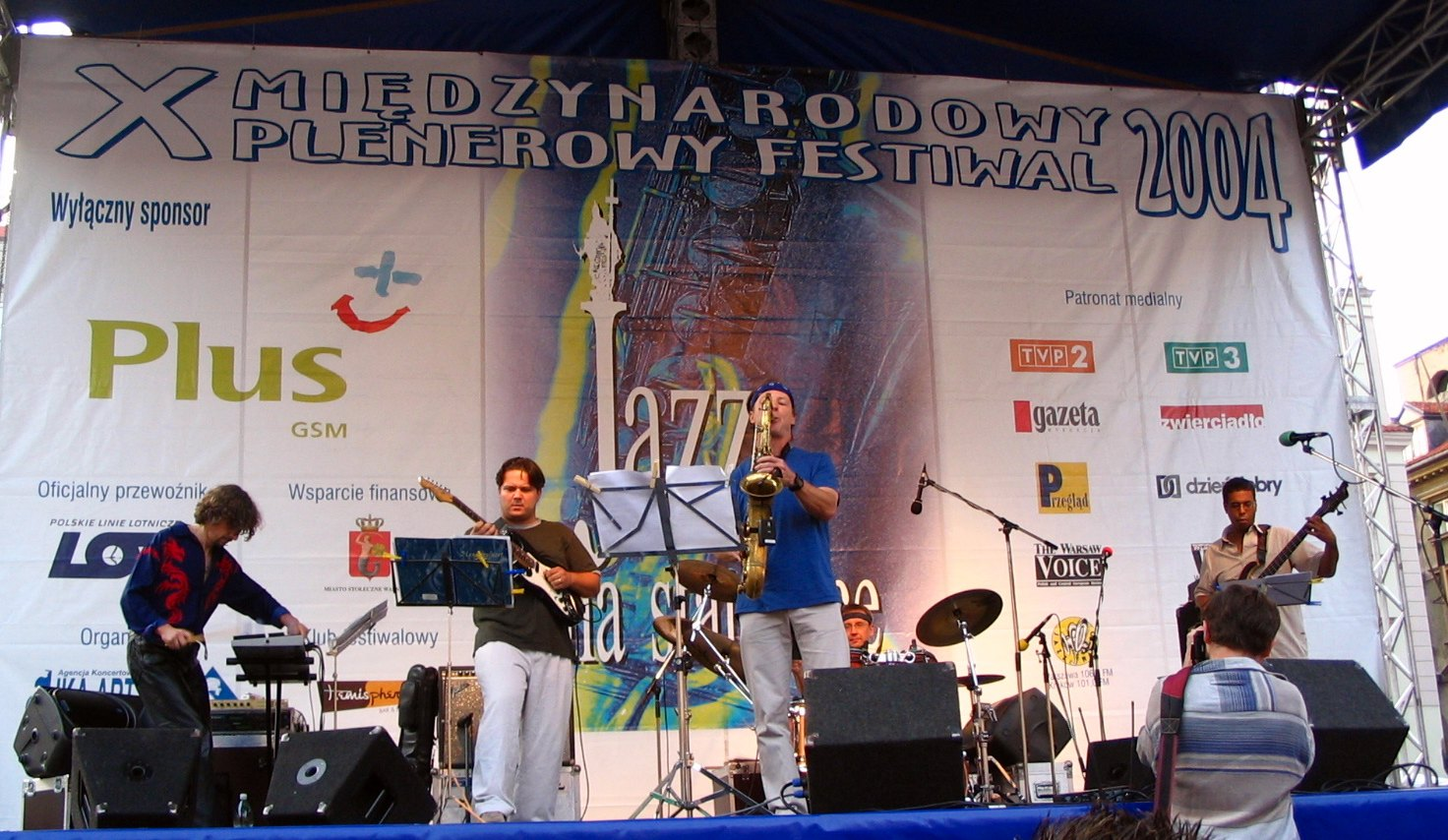
Walk Away, 24 lipca 2004

- Krzysztof Ścierański i jego goście
- Walk Away International Edition
- Leszek Możdżer, Lars Danielsson, Zohar Fresco (Dream Team)
- Tomasz Stańko Quartet
- Piotr Cieślikowski Quintet
- Lora Szafran – Włodzimierz Nahorny Trio
- James Weidman Trio

### 2003
- Duffy Jackson Projekt
- Ryszard „Tymon” Tymański Band
- Iza Zając Band: Tribute To Duke Ellington & Louis Armstrong
- Zbigniew Namysłowski Quintet
- Joachim Mencel Trio
- Projekt Fairy Tales Of The Teres: Nippy Noya, Globetrotterss
- Janusz Muniak Quartet & Tuna Ötenel
- Giovanni Mirabassi & Andrzej Jagodziński Trio
- Rei Ceballo & Calle Sol

### 2002
- Michał Urbaniak
- Klaus Paier Trio
- Tomasz „Kciuk” Jaworski Quartet
- Tomasz Stańko Quartet
- Krzysztof Barcik Electric Band
- Drum Freaks
- Walk Away
- International Jazz Quintet – Dave Libeman, Piotr Wojtasik, Lars Danielsson, Leszek Możdżer, Jacek Kochan
- Bobby Watson, Marlon Simon, Krzysztof Woliński, Wojciech Pulcyn